# Roland Matthes
Roland Matthes (ur. 17 listopada 1950 w Pößneck zm. 20 grudnia 2019 w Wertheim) – niemiecki pływak, reprezentant NRD, wielokrotny medalista olimpijski.
Specjalizował się w stylu grzbietowym, choć startował także w stylu dowolnym (sztafeta). W igrzyskach brał udział trzykrotnie, startował w Meksyku, Monachium i Montrealu, łącznie zdobył osiem medali. Podczas IO 68 zwyciężył w wyścigach na 100 i 200 metrów grzbietem. Cztery lata później obronił tytuły na obu dystansach. Podczas pierwszych mistrzostw świata w Belgradzie (1973) wywalczył dwa złote medale w swych koronnych konkurencjach, dwa lata później powtórzył sukces na 100 m. Wielokrotnie bił rekordy świata, zdobywał tytuły mistrza Europy.
Karierę zakończył po IO 76. Był żonaty z pływaczką Kornelią Ender.

## Starty olimpijskie
Meksyk 1968
- 100 m grzbietem, 200 m grzbietem – złoto
- 4 × 100 m zmiennym – srebro

Monachium 1972
- 100 m grzbietem, 200 m grzbietem – złoto
- 4 × 100 m zmiennym – srebro
- 4 × 100 m kraulem – brąz

Montreal 1976
- 100 m grzbietem – brąz